# Elbersberg
Elbersberg is een dorp in de gemeente Pottenstein in de kreis Bayreuth in de deelstaat Beieren in Duitsland.
Elbersberg ligt in de Fränkische Schweiz, een omgeving waar veel gewandeld wordt.

## Afbeeldingen van Elbersberg

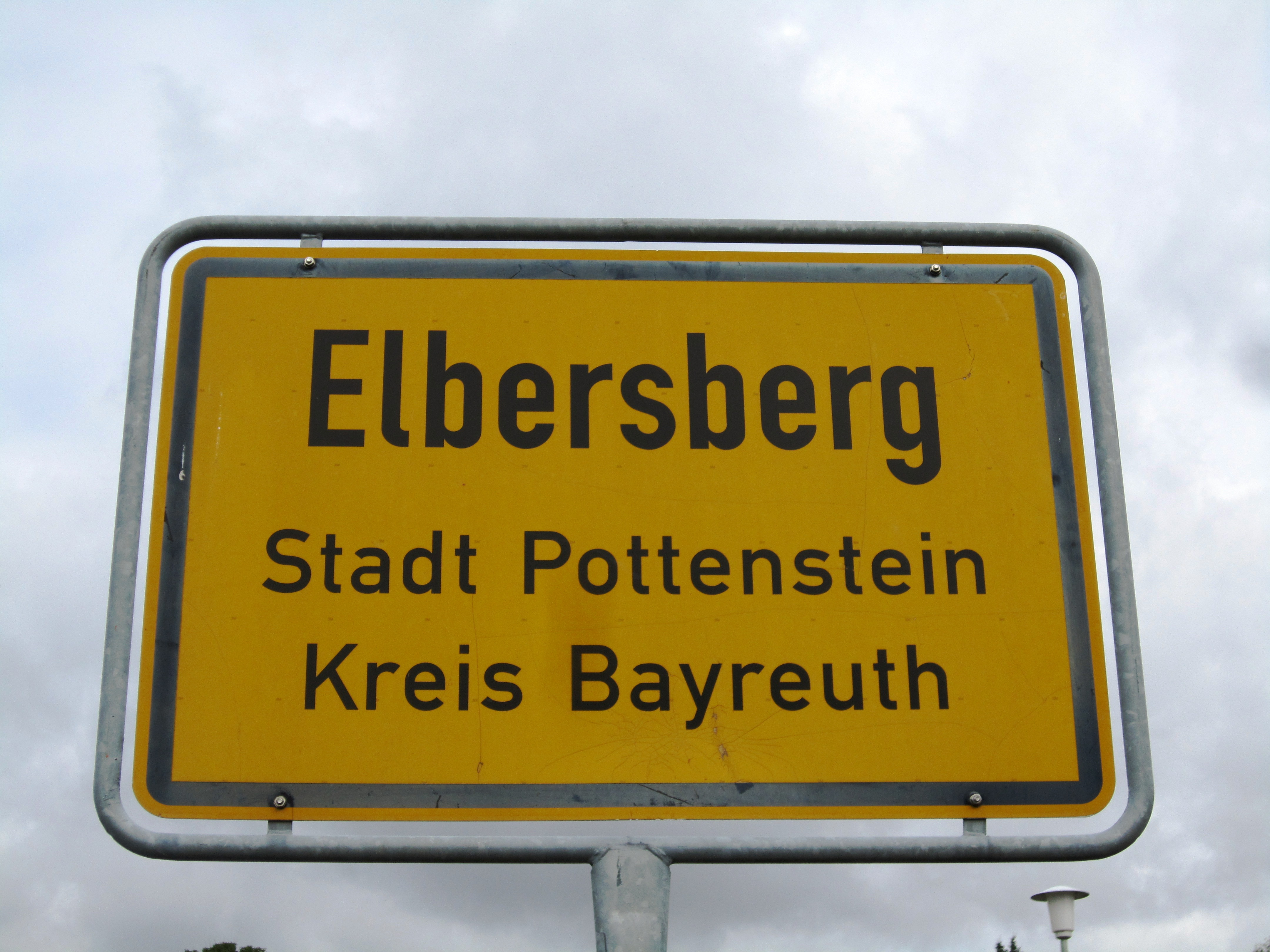
plaatsnaambord Elbersberg
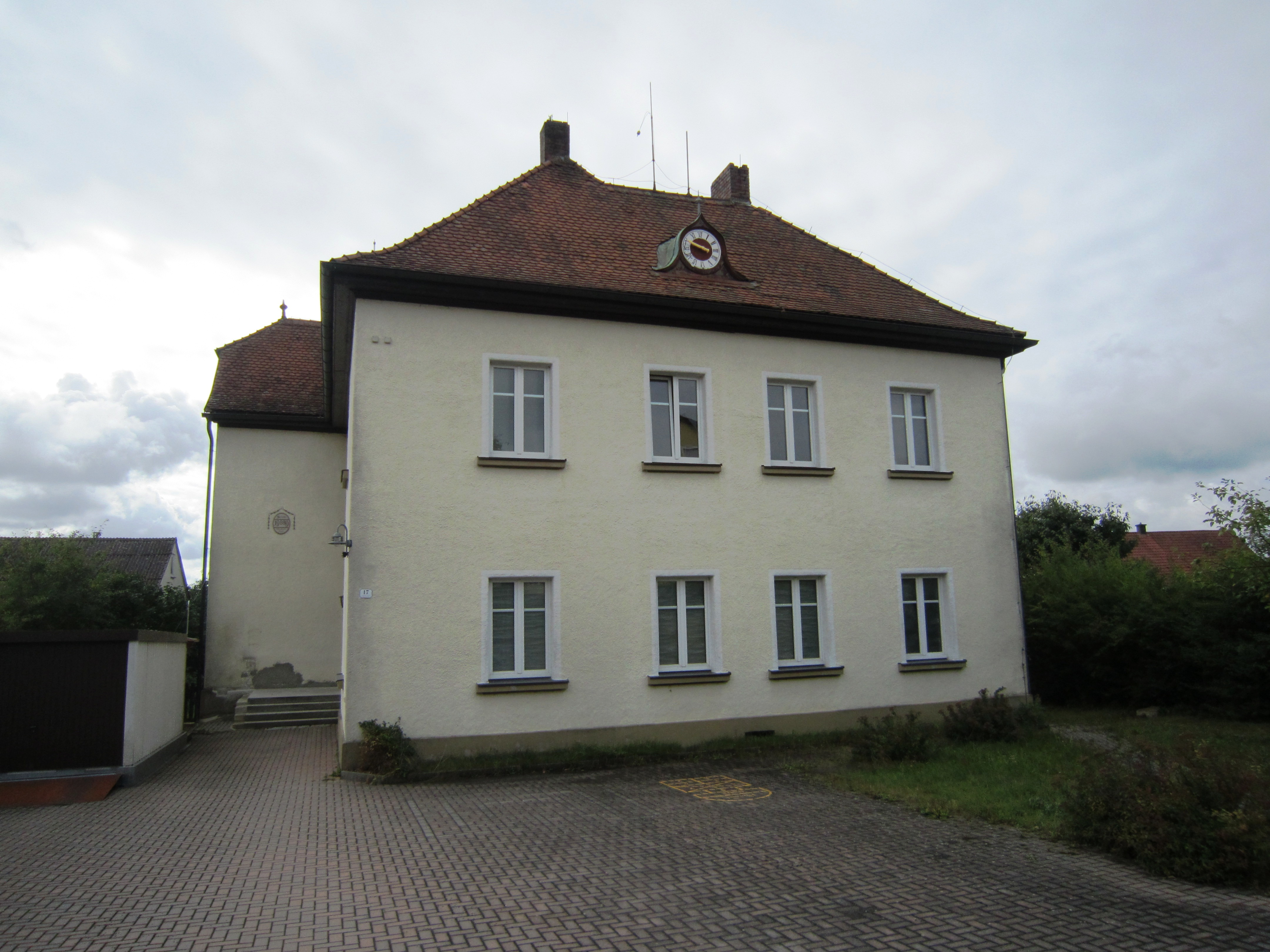
De oude school
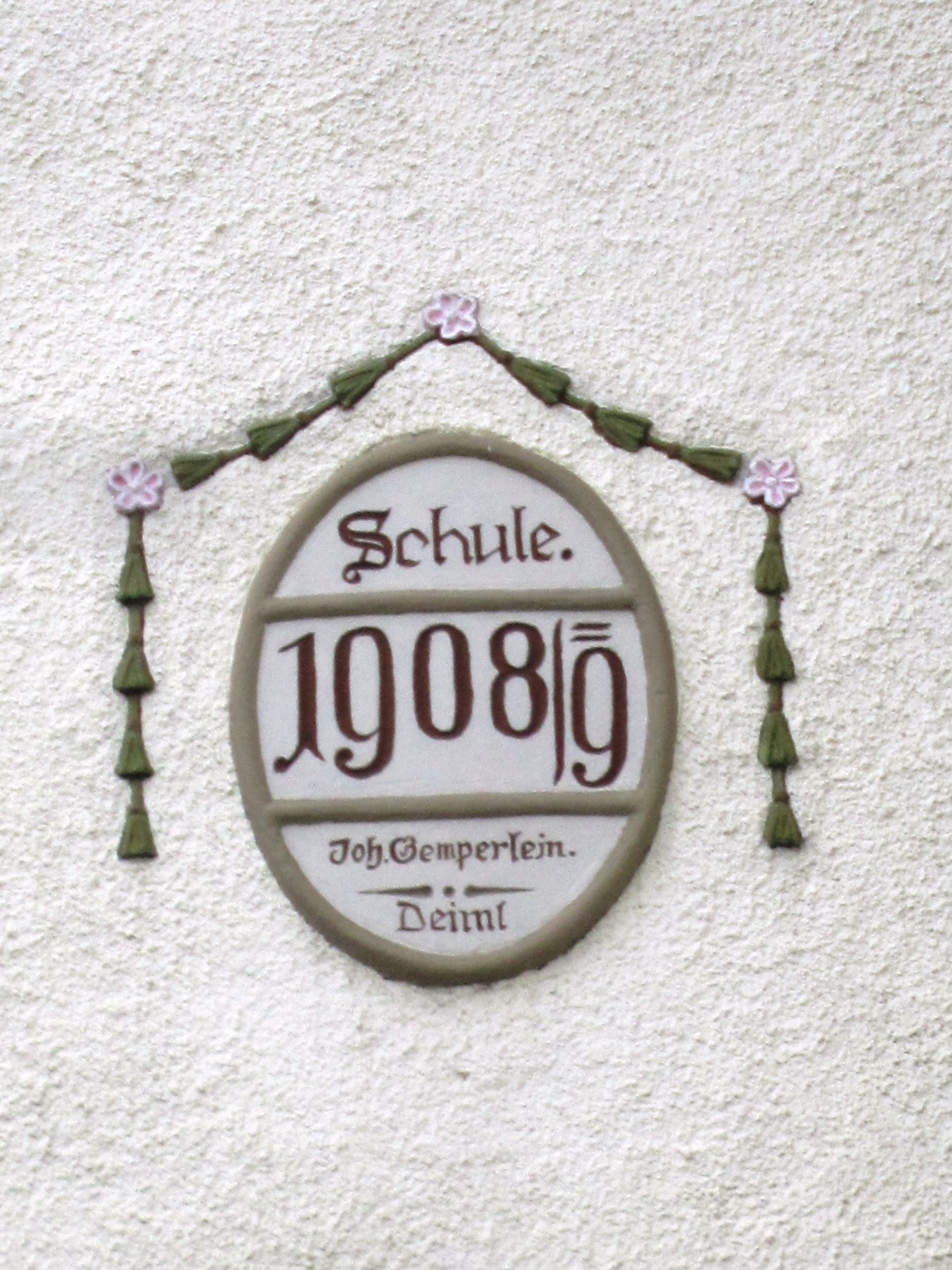
afbeelding op de muur van de oude school
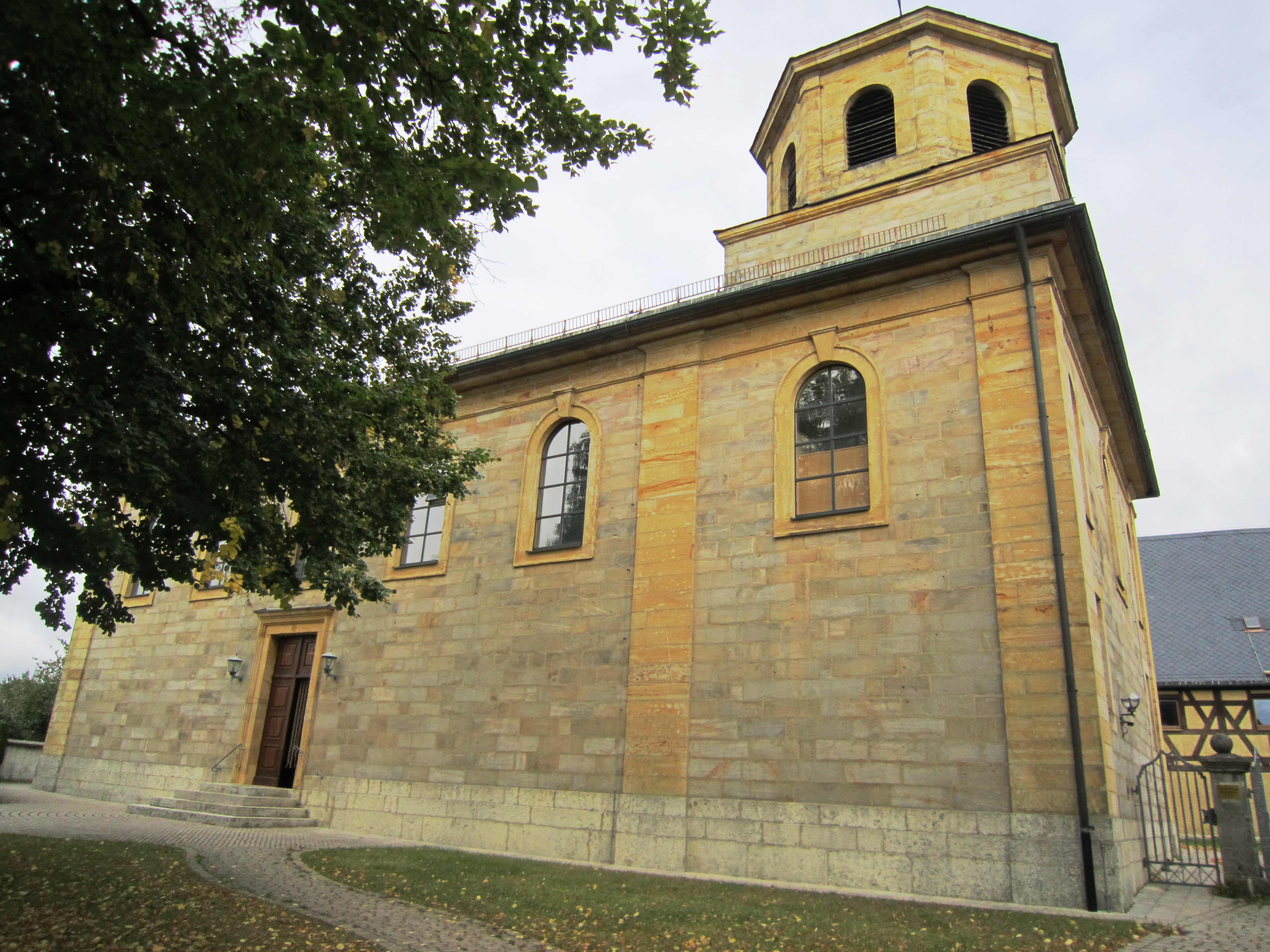
de kerk
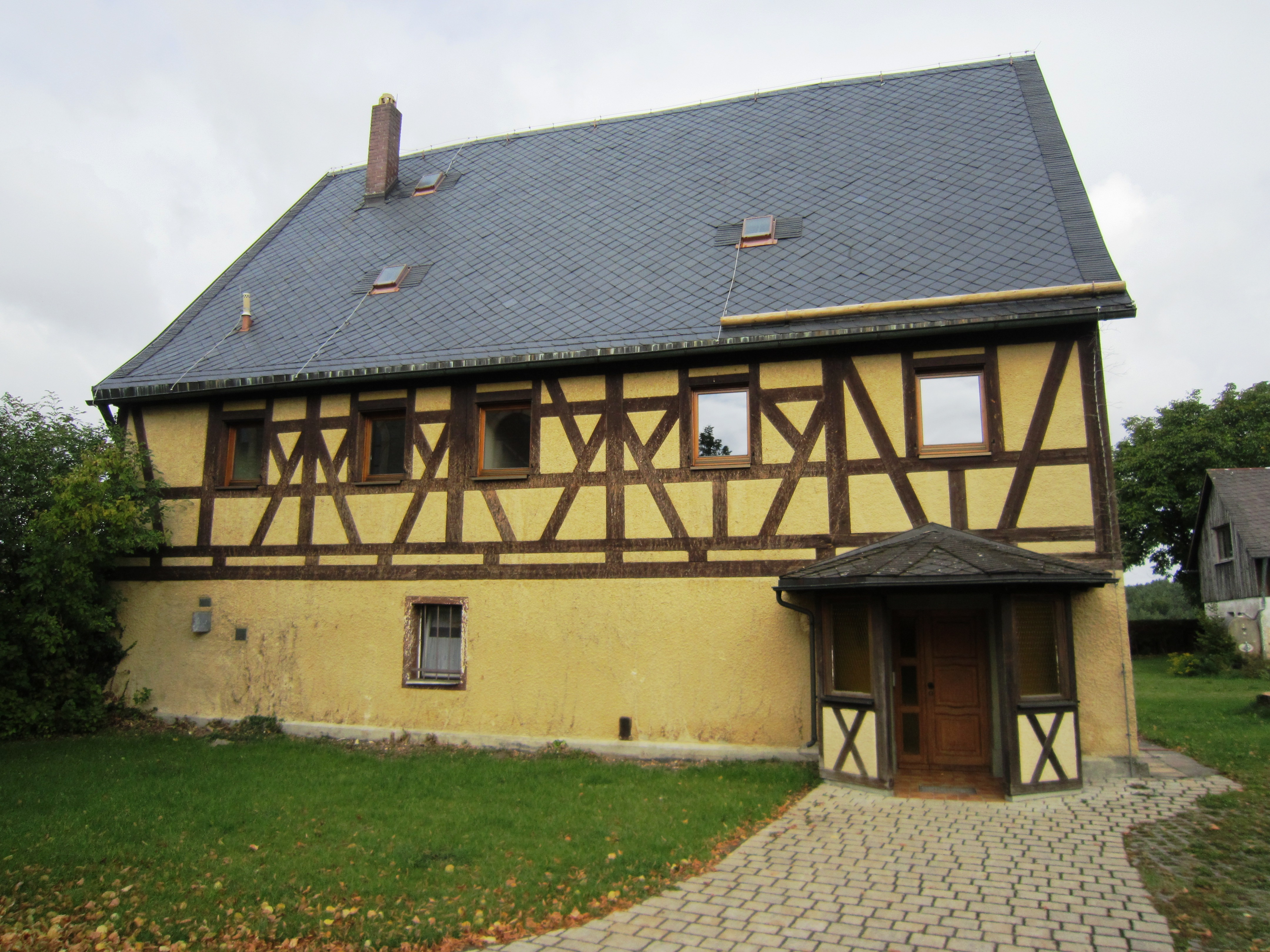
een huis
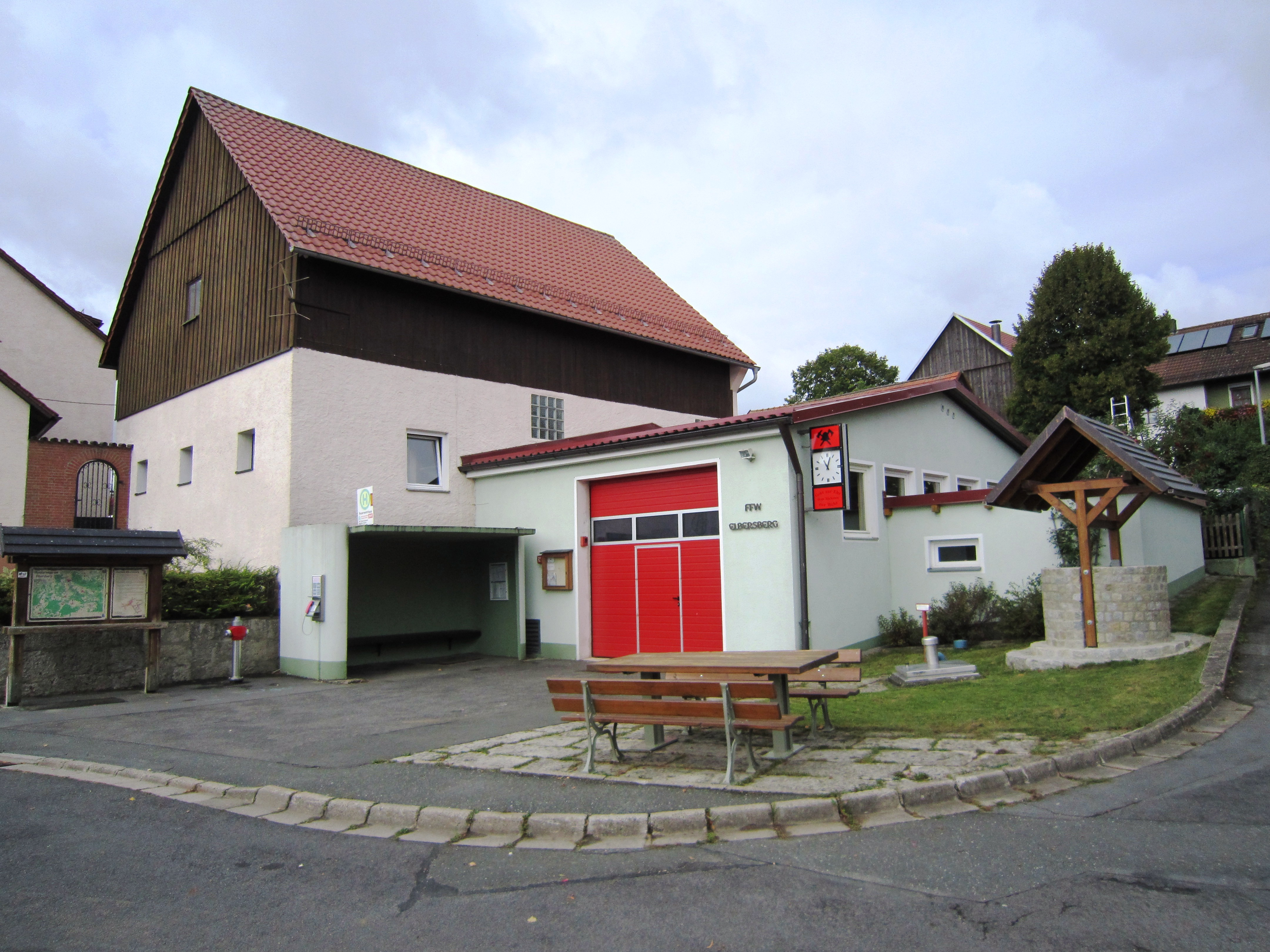
de vrijwillige brandweerkazerne